# K-K-K-Katy
"K-K-K-Katy" foi uma canção popular da Primeira Guerra Mundial, escrita pelo compositor américo-canadiano Geoffrey O'Hara em 1917 e publicada em 1918. A música foi tocada pela primeira vez em uma festa de arrecadação de fundos para a Cruz Vermelha em Collins Bay, no Lago Ontário. O'Hara era de Chatham, Ontário, e lecionou música na Universidade de Ontário.
A letra fala de um soldado corajoso, mas desajeitado, chamado Jimmy, que está apaixonado pela bela Katy. Ele compra uma aliança antes de ir para a França.
A inspiração para a "Katy" da música foi Katherine Craig Richardson, de Kingston, Ontário. Ela era amiga da irmã de O'Hara e seus pais se lembram de O'Hara escrevendo a música na sala de estar.

## Apresentações iniciais e sucesso comercial
"K-K-K-Katy" foi uma das 20 melhores músicas de maio de 1918 a janeiro de 1919 e foi a número 1 de julho a setembro. Foi gravada por Billy Murray em 8 de março de 1918.[carece de fontes?]
Arthur Fields, sob o pseudônimo Eugene Buckley, também gravou uma versão da música.
A partitura foi fortemente reimpressa.
A música retornou durante a Segunda Guerra Mundial, quando as músicas da Primeira Guerra Mundial se tornaram populares em campos de treinamento militar. "K-K-K-Katy" foi uma das muitas músicas trazidas para a frente por oficiais que ouviram essa música enquanto estavam de licença na Inglaterra. Músicas mais antigas, como "K-K-K-Katy", eram frequentemente preferidas às músicas modernas.
A música foi cantada por Mel Blanc enquanto dublava Porky Pig em 1949, com alguns vocalistas ao fundo. A música pode ser ouvida no álbum de compilação Mel Blanc: The Man of 1000 Voices.[carece de fontes?]
Bing Crosby incluiu a música em um pot-pourri em seu álbum Join Bing and Sing Along (1959)

## Apresentações e paródias posteriores
A música foi a base de uma paródia que ridicularizou o Ku Klux Klan, uma organização supremacista branca nos Estados Unidos, frequentemente referida por seu acrônimo, KKK.
A música também é mencionada na peça de Dennis Potter, Blue Remembered Hills, que foi vista pela primeira vez na BBC TV em janeiro de 1979. A peça é sobre um grupo de crianças de sete anos interpretadas por adultos que passam o dia de verão em 1943 brincando na floresta. Raymond, uma criança com gagueira, é ridicularizada pelas outras crianças, que o provocam várias vezes durante a peça cantando versos de "K-K-K-Katy".[carece de fontes?]
Katie, o álbum de estreia de 1987 do grupo pós-punk Bodhitrees, apresentou um cover humorístico da música para concluir o álbum.[carece de fontes?]
Além disso, o grupo de humor político Capitol Steps apresentou uma paródia dessa música intitulada "K-K-Kuwaitis", sobre a invasão do Kuwait em 1990, que iniciou a Guerra do Golfo. A música foi lançada em seu álbum de 1990, Sheik, Rattle & Roll!
O movimento "Yriekay" da Missa Hilarious de P. D. Q. Bach inclui uma seção com o texto "K-K-K-Kyrie eleison", em referência a esta música.

O personagem de Bradford Dillman em The Way We Were refere-se à personagem de Barbra Streisand, a jovem membra da Liga Comunista, Katie Morosky, como "K-K-K-Katie, seja minha K-K-K-Camarada" em um comício pela paz no campus antes da Segunda Guerra Mundial durante o filme de 1973. 
- Who Wrote that Song Dick Jacobs & Harriet Jacobs, publicado por Writer's Digest Books, 1993